# Faroa richardsiae
Faroa richardsiae là một loài thực vật có hoa trong họ Long đởm. Loài này được P.Taylor mô tả khoa học đầu tiên năm 1973.